# HD 79066
HD 79066，又名BD+06 2120，SAO 117487、HR 3649，是一颗恒星，视星等为6.35，位于銀經225.15，銀緯33.59，其B1900.0坐标为赤經9h 6m 39.9s，赤緯+5° 33.59′ 42″。